# Saliega
Saliega fue una hembra de lince ibérico (Lynx pardinus) nacida en libertad en Sierra Morena en el año 2002, que fue la primera en criar con éxito en cautividad.

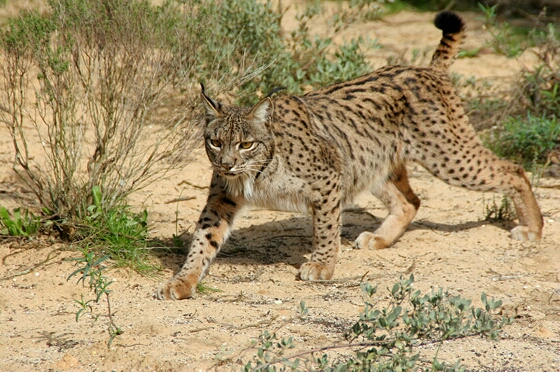
Foto de Saliega.

Saliega fue el tercer cachorro de una camada; las posibilidades de supervivencia de los terceros o cuartos cachorros en libertad son muy pocas por lo que fue sacada de la camada y llevada al Zoo de Jerez donde se crio junto a otra lincesa procedente de Doñana, Aura.
Del Zoobotánico de Jerez pasaron al Centro de Cría en Cautividad del Acebuche (en el parque nacional de Doñana), en enero de 2003.
El 28 de marzo de 2005, Saliega después de su cópulas con el lince Garfio dio a luz a la primera camada de Lince ibérico en cautividad, 3 cachorros de nombres Brecina, Brezo y Brisa, sobrevivieron los dos últimos ya que Brecina murió en una pelea con su hermano Brezo.
Un año después, en 2006, volvió a dar a luz 2 linces, Camarina y Castañuela, después de sus cópulas con Garfio y Cromo.
En 2007 dos linces más Dalai y Dama, el padre fue el macho de Sierra Morena Jub.
En 2008 una nueva camada de 3 linces, sobrevivieron dos Enebro y Enea, el padre volvió a ser Jub.
En 2009 parió 3 cachorros, Fresno, Fresco y Fresa fruto de sus cópulas con el macho de Doñana Almoradux, con lo que se ha conseguido mejorar la variedad genética al ser una camada mixta entre Linces de Doñana y Sierra Morena.
En 2014, finalizada su vida reproductiva, fue trasladada de nuevo al Zoobotánico de Jerez. Allí murió por causas naturales en 2019.
En 2020 un retrato de Saliega realizado por el fotógrafo español José María Pérez de Ayala, parece que sirve de inspiración para el reverso de la nueva moneda Lince. Primera moneda Bullion de la FNMT de España.